# Henk Quaadvliet
Hendrikus Adrianus (Henk) Quaadvliet ('s-Hertogenbosch, 2 juni 1923 – aldaar, 1 maart 2012) was een Nederlands voetballer en kwam tijdens zijn voetbalcarrière uit voor diverse voetbalclubs uit 's-Hertogenbosch. Hij begon met voetballen bij Wilhelmina en maakte in 1950 de overstap naar BVV. Met die club heeft hij enkele jaren betaald voetbal gespeeld. Tijdens zijn carrière speelde hij ook enkele wedstrijden voor het Nederlands B-voetbalelftal. Hij nam op 34-jarige leeftijd in 1957 afscheid van het betaald voetbal als voetballer.
Na zijn actieve voetbalcarrière was hij nog voor enkele clubs werkzaam als hoofdtrainer. Op 1 maart 2012 overleed Quaadvliet na een kort ziekbed.

## Carrièrestatistieken
| Seizoen | Club | Land      | Competitie                   | Competitie | Competitie | Beker | Beker | Internationaal | Internationaal | Overig | Overig | Totaal | Totaal |
| Seizoen | Club | Land      | Competitie                   | Wed.       | Dlp.       | Wed.  | Dlp.  | Wed.           | Dlp.           | Wed.   | Dlp.   | Wed.   | Dlp.   |
| ------- | ---- | --------- | ---------------------------- | ---------- | ---------- | ----- | ----- | -------------- | -------------- | ------ | ------ | ------ | ------ |
| 1954/55 | BVV  | Nederland | Eerste klasse D (Afgebroken) | –          | 4          | –     | –     | –              | –              | 0      | 0      | –      | 4      |
| 1954/55 | BVV  | Nederland | Eerste klasse C              | –          | 6          | –     | –     | –              | –              | 0      | 0      | –      | 6      |
| 1955/56 | BVV  | Nederland | Hoofdklasse B                | –          | 2          | –     | –     | –              | –              | 0      | 0      | –      | 2      |
| 1956/57 | BVV  | Nederland | Eredivisie                   | –          | 2          | –     | 0     | –              | –              | 0      | 0      | –      | 2      |